# Prágai csata
Az 1757-es prágai csata a hétéves háború elejének fontos csatája volt, melyben a II. Frigyes vezette porosz erők megfutamították a Lotaringiai Károly Sándor által irányított osztrák csapatokat, bezárva őket Prágába, ahol helyzetük kilátástalanná vált. A poroszok ezután ostrom alá vették a várost, hogy kiéheztessék az osztrákokat.

## Előzmények
A hétéves háborút megelőző ügyes osztrák diplomáciai mesterkedések Franciaországot, a Habsburg Birodalom évszázados ellenségét, továbbá Oroszországot és Svédországot bevonták egy poroszellenes szövetségbe. Számos kisebb német fejedelemség is felsorakozott a poroszok ellen, ezek közül a legnagyobb Szászország volt.
1756 végén Frigyes, hogy Szászországot kiüsse a háborúból, ezzel megfélemlítse a német fejedelemségeket és megakadályozza azok szövetkezését a Habsburgokkal, lerohanta a választófejedelemséget, kirobbantva az évszázad legnagyobb háborúját. A lobositzi csatában megverte az osztrák felmentőseregeket is, biztosítva magának a tartományt.
A következő évben Frigyesnek nem egy, de három sereggel kellett megküzdenie. Úgy tervezte, magához ragadja a kezdeményezést, osztrák földre tereli a harcokat és egészen Bécsig nyomul előre, szétverve a poroszellenes szövetséget, mielőtt az orosz hadműveletek keleten kibontakoznának, és amíg a francia csapatokat nyugaton feltartják a Frigyessel szövetséges hannoveri és brit seregek.
1757 tavaszán Frigyes átlépte az osztrák határt jelentő, Szászországot és Sziléziát Csehországtól elválasztó Szudétákat. A hegyeken való átkelés kockázatos volt, de teljes sikerrel járt. Frigyes serege Prága felé tartott, ahova a határt védő osztrák helyőrségek vonultak vissza, megerősített állásokat kiépítve a várostól keletre. Lotaringiai Károly Sándor herceg csapatainak megérkezésével a császári seregek létszáma 60 000 főre nőtt, szemben a poroszok 67 000 emberével.

## A csata

### A seregek felvonulása
Az osztrák csapatok megerősített állásokat vettek föl Prágától keletre, az Elba folyó mögött egy nyugat-keleti irányban húzódó, észak felé néző vonalban. Bal szárnyukat a város védte, míg a jobbszárnyuk elég sebezhető maradt.
A porosz erők északkelet felől érkeztek. Frigyes, egyik tábornoka, Kurt Christoph von Schwerin tanácsára, elállt az azonnali, frontális támadás tervétől, helyette a védtelen osztrák jobbszárnyat karolta át, ahol a terep is biztatóbbnak ígérkezett.

### A porosz átkaroló manőver
Reggel 7-kor a porosz sereg egy része, Schwerin és Hans Karl von Winterfeldt tábornokok vezetésével megindult az osztrák jobbszárny ellen. A felderítés azonban rosszul mérte fel a terepet. Támadásra alkalmas mezők helyett Winterfeldt gyalogsága egykori halastavak helyén létrehozott mocsaras talajon kellett átvágnia. Reggel 10-re az osztrák tábornokok észrevették a csapatmozgásokat. Von Browne tábornok hat gyalogezredet vezényelt át a jobbszárnytól délre, hogy megállítsa az ellenséget. Míg a porosz sereg a nehéz terepen vágott át, Winterfeldtet eltalálta egy osztrák muskétagolyó. Schwerin tábornok vette át az irányítást, aki a rohamot az első vonalból vezette, több kartácstalálatot is kapott.

### Az osztrák ellentámadás
Az osztrákok érezték a poroszok zavarát és ellentámadás mellett döntöttek, visszaszorítva a támadó poroszokat. Von Browne tábornok halálosan megsebesült a porosz gyalogság tüzétől, így az osztrák ellentámadó csapat a jobbszárny mögött vezető nélkül maradt. Az osztrákok tovább űzték a poroszokat, ezzel azonban rést nyitottak az eredeti jobbszárnyuk és az ellentámadók között.

### Az elsöprő porosz roham
A poroszok észrevették a rést és azonnal lesújtottak. A még mindig észak felé néző eredeti osztrák állások és a kelet felé rohamozó ellentámadó csapatok közé beözönlött a porosz gyalogság, kettészakítva a két seregrészt és hátba támadva az osztrákok állásait. Mindeközben a horvát könnyűlovasság összecsapott a porosz vértesekkel a várostól nyugatra, ezzel sikerült megakadályozni, hogy a porosz lovasság hátba támadja az osztrákokat. Lotaringiai Károly Sándor visszavonta erőit, új vonalat akart létrehozni az eredetire merőlegesen, hogy megállítsa a porosz támadást.
A csata utolsó szakasza délután 3 óra körül kezdődött, amikor a még mindig alakzatba rendeződő osztrákokat szemből lerohanta és délről átkarolta a porosz hadsereg. Itt érvényesült leginkább a porosz katonák jobb kiképzése. Az osztrákok visszavonultak Prágába, 12 000 halottat és sebesültet, valamint 5000 foglyot hátrahagyva, továbbá ezrek széledtek szét a környező területekre (hogy aztán csatlakozzanak von Daun felmentő seregéhez). A poroszok azonban szintén nagy árat fizettek kezdeti kudarcaikért, összesen 12 500 halottat és sebesültet veszítettek.

## Következmények
Frigyes megmaradt serege ostrom alá vette a császáriakat, akik közel jutottak a megadáshoz, a Prágát védő helyőrséggel együtt. A von Daun vezette felmentő sereg azonban időben megérkezett, és a kolíni csatában Frigyes vereséget szenvedett, így fel kellett hagynia Prága ostromával, a közel 100 000 főt számláló császári egyesült hadsereg pedig visszavonulásra kényszerítette. A háború ettől kezdve főként porosz földön folyt, Frigyesnek be kellett érnie a védekezéssel.